# Théorème de Charkovski
 (août 2024).
Le théorème de Charkovski, démontré par Oleksandr Charkovski (en), mathématicien ukrainien, est un théorème de mathématiques portant sur l'itération des fonctions continues. Il donne des contraintes sur la présence de points périodiques lorsqu'on itère la fonction f, c'est-à-dire de points x0 tels que la suite récurrente définie par xn+1 = f(xn) correspondante soit périodique.
Ce théorème fait partie des premiers exemples remarquables de la théorie des systèmes dynamiques, introduisant la notion de chaos. Sa popularité est telle qu'il se retient souvent sous la forme d'un « slogan », correspondant à un énoncé simplifié :
3-cycle implique chaos
Il faut comprendre par là que toute fonction continue présentant un cycle de période 3 admet un cycle de période n pour tout entier n.

## Forme générale du théorème
Avant de l'exposer, nous devons d'abord définir l'ordre de Charkovski.
L'ordre de Charkovski est une relation d'ordre {\displaystyle \triangleleft } définie sur les entiers strictement positifs de la façon suivante :
{\displaystyle {\begin{array}{cccccccccccccc}&3&\triangleleft &5&\triangleleft &7&\triangleleft &9&\triangleleft &11&\triangleleft \ldots \triangleleft &(2n+1)\cdot 2^{0}&\triangleleft \ldots \\\triangleleft &3\cdot 2&\triangleleft &5\cdot 2&\triangleleft &7\cdot 2&\triangleleft &9\cdot 2&\triangleleft &11\cdot 2&\triangleleft \ldots \triangleleft &(2n+1)\cdot 2^{1}&\triangleleft \ldots \\\triangleleft &3\cdot 2^{2}&\triangleleft &5\cdot 2^{2}&\triangleleft &7\cdot 2^{2}&\triangleleft &9\cdot 2^{2}&\triangleleft &11\cdot 2^{2}&\triangleleft \ldots \triangleleft &(2n+1)\cdot 2^{2}&\triangleleft \ldots \\\triangleleft &3\cdot 2^{3}&\triangleleft &5\cdot 2^{3}&\triangleleft &7\cdot 2^{3}&\triangleleft &9\cdot 2^{3}&\triangleleft &11\cdot 2^{3}&\triangleleft \ldots \triangleleft &(2n+1)\cdot 2^{3}&\triangleleft \ldots \\&\vdots \\\ldots \triangleleft &2^{n}&\triangleleft \ldots \triangleleft &2^{4}&\triangleleft &2^{3}&\triangleleft &2^{2}&\triangleleft &2&\triangleleft &1.\end{array}}}
Autrement dit, on place d'abord les impairs à partir de 3 par ordre croissant, puis les impairs multipliés par 2, puis par 4, etc. (c.-à-d. qu'on range les entiers non puissances de 2 par ordre lexicographique en comparant en priorité leur 2-valuation) et l'on termine par les puissances de 2 par ordre décroissant.
Le théorème de Charkovski s'énonce alors comme suit :
Soit {\displaystyle f} une fonction continue sur un intervalle {\displaystyle I}, à valeurs dans {\displaystyle I}. Si {\displaystyle f} admet un point périodique de période {\displaystyle n}, alors pour tout {\displaystyle m} succédant à {\displaystyle n} dans l'ordre de Charkovski, {\displaystyle f} admet un point périodique de période {\displaystyle m} . 
{\displaystyle x} est un point périodique de période {\displaystyle n} si {\displaystyle f\circ f\cdots \circ f(x)=x} où {\displaystyle f} apparaît {\displaystyle n} fois, et où {\displaystyle n} est le plus petit entier vérifiant cette propriété. Ainsi, si {\displaystyle f} admet un point périodique de période 3, alors {\displaystyle f} admet des points périodiques de n'importe quelle période.
Ce théorème admet une réciproque : pour tout entier r > 0, on peut exhiber une fonction admettant des points de période r mais aucun point de période strictement inférieure à r pour l'ordre de Charkovski.